# Pays-Bas au Concours Eurovision de la chanson 2019
Les Pays-Bas sont l'un des quarante et un pays participants du Concours Eurovision de la chanson 2019, qui se déroule à Tel-Aviv en Israël. Le pays est représenté par le chanteur Duncan Laurence et sa chanson Arcade, sélectionnés en interne par le diffuseur néerlandais AVROTROS. Le pays finira victorieux lors de la finale, remportant le Concours avec 498 points.

## Sélection
Le diffuseur AVROTROS a annoncé sa participation à l'Eurovision 2019 le 21 août 2018. C'est le 21 janvier 2019 que le diffuseur annonce que son représentant, sélectionné en interne, sera Duncan Laurence. La chanson, intitulée Arcade, est présentée le 7 mars 2019.

## À l'Eurovision
Les Pays-Bas participent à la deuxième demi-finale, le 16 mai 2019. Ils y terminent en première position avec 280 points et se qualifient donc pour la finale, qu'ils remportent avec 498 points, n'arrivant pourtant que 2e du télévote — derrière la Norvège — et 3e du vote des jurys — derrière la Macédoine du Nord et la Suède —. C'est la première victoire du pays depuis 1975.